# Live Cannibalism
Live Cannibalism är det amerikanska death metal-bandet Cannibal Corpses första liveskiva och innehåller 18 låtar från deras studioalbum. Albumet bygger på konserter de gjorde den 16 februari 2000 i Milwaukee i Wisconsin och 15 februari vid Emerson Theater i Indianapolis i Indiana. Albumet gavs ut i september 2000 på skivbolaget Metal Blade Records. Cannibal Corpse har även givit ut en live-DVD/VHS från denna konsert. 

## Låtförteckning
| Nr  | Titel                                | Musik                                          | Längd |
| --- | ------------------------------------ | ---------------------------------------------- | ----- |
| 1.  | Staring Through the Eyes of the Dead | Chris Barnes, Jack Owen, Alex Webster          | 4:13  |
| 2.  | Blowtorch Slaughter                  | Webster, Paul Mazurkiewicz                     | 2:37  |
| 3.  | Stripped, Raped and Strangled        | Barnes, Rob Barrett, Owen, Webster             | 3:38  |
| 4.  | I Cum Blood                          | Barnes, Owen, Bob Rusay, Webster, Mazurkiewicz | 4:12  |
| 5.  | Covered with Sores                   | Barnes, Owen, Rusay, Webster, Mazurkiewicz     | 3:43  |
| 6.  | Fucked with a Knife                  | Barnes, Webster                                | 2:26  |
| 7.  | Unleashing the Bloodthirsty          | Webster                                        | 4:12  |
| 8.  | Dead Human Collection                | Pat O'Brien, Mazurkiewicz                      | 2:39  |
| 9.  | Gallery of Suicide                   | Webster, Mazurkiewicz                          | 4:11  |
| 10. | Meat Hook Sodomy                     | Barnes, Owen Rusay, Webster, Mazurkiewicz      | 5:10  |
| 11. | Perverse Suffering                   | Owen, Mazurkiewicz                             | 4:20  |
| 12. | The Spine Splitter                   | Owen, Mazurkiewicz                             | 3:31  |
| 13. | Gutted                               | Barnes, Owen, Rusay, Webster, Mazurkiewicz     | 3:26  |
| 14. | I Will Kill You                      | Webster                                        | 2:47  |
| 15. | Devoured By Vermin                   | Barrett, Webster                               | 3:38  |
| 16. | Disposal of the Body                 | George "Corpsegrinder" Fisher, Webster         | 3:41  |
| 17. | A Skull Full of Maggots              | Barnes, Owen, Rusay, Webster, Mazurkiewicz     | 2:32  |
| 18. | Hammer Smashed Face                  | Barnes, Owen, Rusay, Webster, Mazurkiewicz     | 4:45  |
| 19. | Sacrifice (Sacrifice-cover)          |                                                | 3:03  |
| 20. | Confessions (Possessed-cover)        |                                                | 2:56  |

## Medverkande
Musiker (Cannibal Corpse-medlemmar)
- George "Corpsegrinder" Fisher – sång
- Jack Owen – gitarr
- Pat O'Brien – gitarr
- Alex Webster – basgitarr
- Paul Mazurkiewicz – trummor

Produktion
- Timothy R. Powell – ljudtekniker
- Skinner Ways – ljudtekniker
- Bobby Binetti – ljudtekniker
- Tony Laureano – tekniker (trummor)
- Paul Babikian – ljudtekniker
- Colin Richardson – ljudmix
- Eddy Schreyer – mastering
- Vincent Locke – omslagskonst